# タカノ (時計)

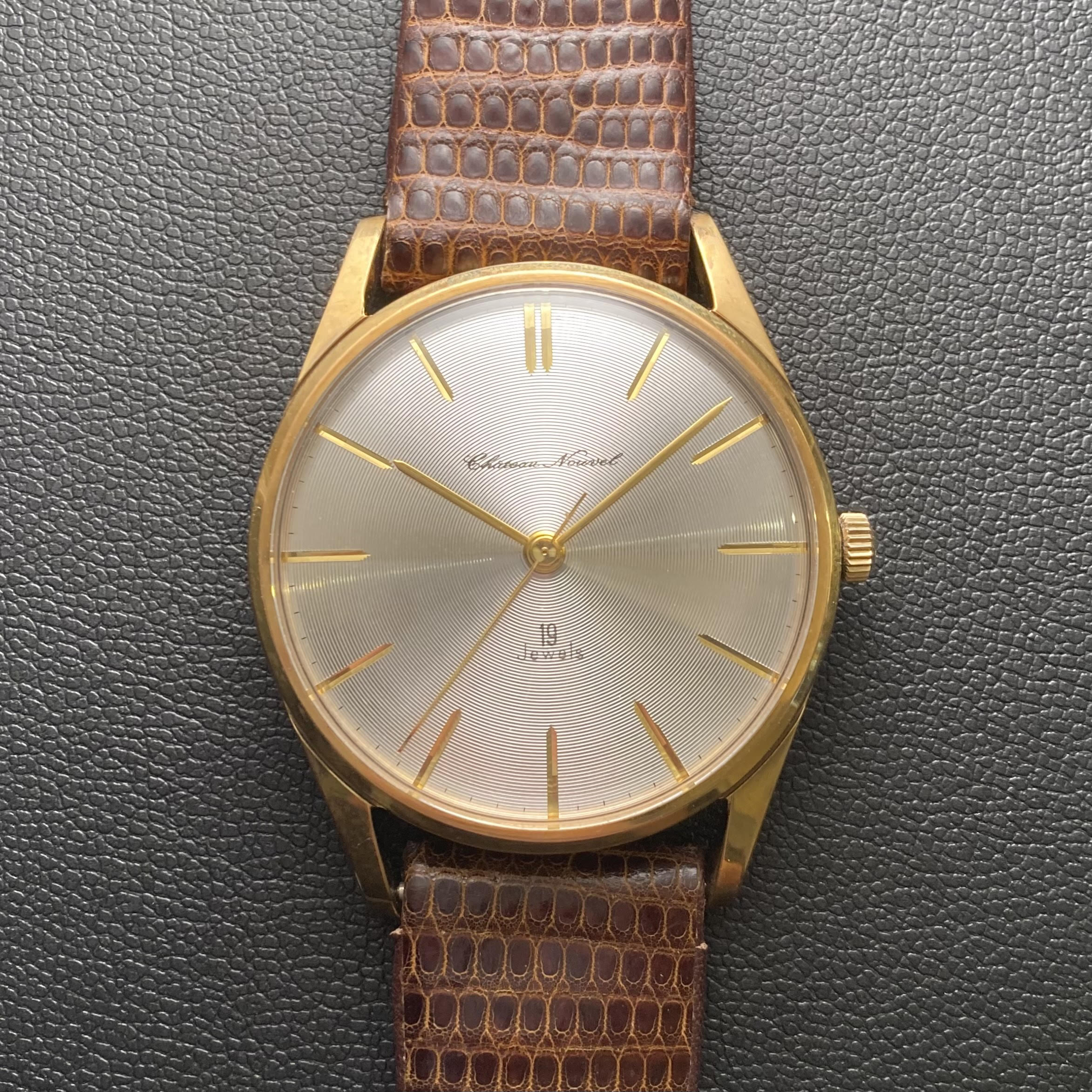
シャトーヌーベル（1960年代）「シャトーヌーベル」は、タカノを代表する腕時計「シャトー」の高級仕様機。シャトーはセンターセコンドとしては世界最薄（発売当時）のムーブメントを搭載していた。

タカノ (TAKANO) は、東京時計精密の日本の時計ブランド。かつては、高野精密工業（現・リコーエレメックス）が展開していた掛時計・置時計・腕時計のブランドである。

## 高野精密工業
1899年に設立された「高野時計金属製品製造所」を原点とし、1938年より「高野精密工業」となった。
初期は掛時計や置時計のみの展開であったが、1957年よりタカノ銘での腕時計の製造を開始した。

### 年譜[2]
- 1899年 - 高野時計金属製品製作所設立。
- 1938年 - 高野精密工業株式会社に改名。
- 1954年 - 米国より特需の受注。これによりスイス製機械を大量導入、本社笠倉工場を拡張。
- 1957年 - アメリカ・ハミルトン社と技術提携。タカノ銘としては初の腕時計を発売。
- 1962年 - リコーの傘下となる[1]。

## 腕時計
タカノの腕時計は最新鋭のスイス製の設備とアメリカの品質管理方式を採用した本社笠倉工場で生産されていた。
1958年10月には本社笠寺工場に高松宮殿下が当時の愛知県知事とともに訪問。同年8月には、俳優の佐田啓二（俳優・中井貴一の父）が本社工場を訪問。
近代的な工場で生産される腕時計は「世界的高級時計」というコンセプトのもと作られた。歯車や脱進機などの部品の高い加工精度はもちろん、高級温度補正ひげぜんまい、保持精度を保つ耐震装置などを採用、また長年にわたり使えることを念頭に部品には磨きやメッキが施されるなど、まさに高級機と呼べる品質であった。精度だけでなく、長年にわたり使えることに主眼を置き研究・開発を行っていた点は、当時の国産腕時計の大手であるセイコーやシチズンとは異なるタカノの独自戦略であった。
高野精密工業の腕時計生産の歴史は1954年、西ドイツのラコー銘の紳士用時計を製造することに始まる。ムーブメントはドローヴェ社（DUROWE・ラコー創業者が設立したムーブメント会社）のものを使用していた。
1957年9月、ドローヴェ社のムーブメントに加工を施したタカノ銘のファーストモデルを発表し、「200」シリーズ販売開始。ドローヴェ社のムーブメントを使用したモデルは「ラコー型」と呼ばれ、タカノ前期の代表モデルである。
その後、オリジナルムーブメントの開発へシフトし、1960年に当時、センターセコンドとしては世界一薄型の手巻き時計「シャトー」を発売。「シャトー」のモデル名は名古屋市制70周年記念事業として再建された名古屋城、および堅固で優美な「城」のフランス語に由来。センターセコンドでありながらムーブメントの厚さはわずか3.5ミリであった。1961年にシャトーの高級仕様機である「シャトーデラックス」、「シャトーヌーべル」が登場する。またシャトーシリーズのバリエーションとして1961年にはウォータープルーフ（防水）モデル、1962年にはカレンダー付モデルが登場した。
レディースモデルにおいては、アメリカ・ハミルトン社との技術提携により1958年に国産最小腕時計（当時）である「オパール」を発表。ムーブメントのサイズは12.1ミリ×11.5ミリ。巻き上げひげの素材には「エリンバーエキストラ」という軍用時計などに用いられる世界最高品質の合金が使用されていた。
しかし1959年9月の伊勢湾台風による壊滅的な打撃、かねてよりの過大な設備投資などにより1961年11月頃には経営危機が陥った。1962年7月26日に高野精密工業がリコー傘下になったことによりタカノブランドは終焉。タカノは機械式腕時計において「薄型＝高級機」であった時代に、世界一の薄型時計を開発・発売するなど高い製造技術を有していたにもかかわらず、腕時計ブランドとしては1957年から1962年までのわずか4年11か月しか存在していなかったため、時計業界において「幻のブランド」と呼ばれている。
2018年には高野精密工業の創立80周年を記念し、タカノ銘の復刻モデルがリコーエレメックスより本数限定で発売された。

### 復活
2024年、時計師の浅岡肇がリコーエレメックスからライセンス許諾を得て、自身が代表を務める東京時計精密においてタカノ銘の時計の製造を開始した。同年5月29日に発表した「シャトーヌーベル・クロノメーター」は、ミヨタ製のムーブメントを調整して組み上げ、フランス・ブザンソン天文台のクロノメーター検定を通過した製品のみ出荷する（ブザンソン天文台のクロノメーター検定は組み上げ後の時計を対象としているため）。同年に抽選販売開始予定となっている。

### 年譜[24]
- 1954年 - 高野精密工業がラコー銘の紳士用腕時計の製造を開始。
- 1957年7月 - アメリカ・ハミルトン社と技術提携。 9月タカノ銘のファーストモデルを発表[1]。
- 1958年末- 当時、国産最小の婦人用高級腕時計「オパール」を発売。
- 1960年 - センターセコンドとして世界一薄型（当時）の手巻き時計「シャトー」を発売。
- 1961年末 - 「シャトー」の高級仕様機である「シャトーデラックス」「シャトーヌーベル」を発売。
- 1962年7月 - タカノブランドの終焉。
- 1998年 - タカノ創立60周年を記念し、復刻モデルがリコーエレメックスより発売。
- 2018年 - タカノ創立80周年を記念し、復刻モデルがリコーエレメックスより発売。
- 2024年 - 浅岡肇によりタカノブランドが復活し、新作が発表された。

## イベント
- 1958年4月 - 大阪国際見本市、会場一号館にて展示[25]。
- 1958年6月 - 時の記念日に関連し、東京銀座松屋デパート、大阪心斎橋そごうデパートにてタカノ時計展開催[25]。
- 1958年7月 - 名鉄百貨店にてタカノ時計展開催[26]
- 1958年11月 - 名古屋松坂屋本店にて新作発表会、当時、国産最小の婦人用高級時計「オパール」が発表された[27]。
- 1959年1月 - 上野松坂屋にてタカノ時計製品発表即売会開催。浜松市松菱デパートでタカノ時計展開催[28]。
- 1959年3月 - 名古屋丸栄デパートにてタカノ製品展示会開催。神戸大丸時計売場にてタカノ時計展示即売会開催[29]。
- 1960年 - 第四回大阪国際見本市、港会場一号館にて「シャトー」を展示[30]。

## スポンサー番組
- TV「ビクター歌のパレード」（日本テレビ系列） - 1959年5月21日放映回より[28]。